# Embuscade de Beni Melik
L'embuscade de Beni Melik se déroule le 29 juillet 2009 : un convoi de l'armée algérienne tombe dans une embuscade tendue par AQMI.

## Déroulement
Le combat a lieu au nord de la commune de Beni Melik, entre Damous et Abadia. Le 29 juillet, un convoi militaire algérien de cinq véhicules tombe dans une embuscade alors qu'il était en route pour ravitailler une base de l'armée. L'attaque commence avec l'explosion de  bombes déclenchées lors du passage du convoi. 30 djihadistes embusqués des deux côtés de la route, ouvrent ensuite le feu sur les véhicules, tuant ou blessant plusieurs militaires. Après deux heures de fusillade, les djihadistes se replient, poursuivis par des hélicoptères envoyés en renfort par les forces algériennes. Le bilan est de 17 morts et 23 blessés du côté des soldats algériens. Du côté des rebelles salafistes, les pertes seraient de cinq morts,.
La katiba indépendante El-Ahouel est un temps soupçonnée d'être responsable de l'embuscade, cependant le 1er août, AQMI publie un communiqué dans lequel il revendique l'attaque et affirme que ses combattants étaient menés par Abi Tama Abdelhafidh. Selon les jihadistes au moins 15 militaires ont été tués, plusieurs autres blessés et neuf AK-47 récupérés.